# Jōyō (Kioto)
Jōyō (城陽市 Jōyō-shi?) es una ciudad localizada en la prefectura de Kioto, Japón. En junio de 2019 tenía una población de 74.855 habitantes y una densidad de población de 2.288 personas por km². Su área total es de 32,71 km².
La ciudad fue fundada el 31 de mayo de 1972.

## Geografía

### Localidades circundantes
- Prefectura de Kioto
  - Uji
  - Yawata
  - Kyōtanabe
  - Ide
  - Ujitawara
  - Kumiyama

## Demografía
Según datos del censo japonés, la población de Jōyō ha disminuido en los últimos años.
| Año del censo | Población |
| ------------- | --------- |
| 1995          | 85.398    |
| 2000          | 84.346    |
| 2005          | 81.636    |
| 2010          | 80.037    |
| 2015          | 76.869    |